# Federico Heinlein
Federico Heinlein Funcke (Berlín, 25 de enero de 1912 - Santiago, 23 de marzo de 1999) fue un compositor y periodista chileno, Premio Nacional de Artes Musicales 1986.

## Biografía
Hijo de padres emigrados a Sudamérica en la década de 1880, radicados primero en Venezuela y luego en Argentina, hacia 1892. La familia regresó a Alemania años antes de la Primera Guerra Mundial, retornando a Buenos Aires al término de aquella. Federico Heinlein realizó sus primeros estudios de música, piano, teoría, armonía y orquestación en la capital argentina y los continuó, entre 1929 y 1934, en el Sternsches Konservatorium de Berlín; allí estudió composición con los profesores Wilheim Klatte y Paul Graener. 
Simultáneamente cursó historia de la música y musicología con Arnold Schering y Friedrich Blume, en la Friedrich Wilhelms Universität, hoy la Humboldt-Universität zu Berlin. De regreso a Buenos Aires trabajó, entre 1935 y 1940, como asistente de los maestros Fritz Busch y Erich Kleiber en el Teatro Colón, completando así su sólida formación profesional. En 1940 viajó a Chile y se avecindó en Viña del Mar, donde enseñaba interpretación musical y solía acompañar a diferentes solistas. En 1949 viajó a Inglaterra para perfeccionar sus conocimientos en la Escuela de Verano de Blandford, donde estudió con Nadia Boulanger, Thurston Dart y Anthony Hopkins. 
El prestigio alcanzado en Viña del Mar como músico lo llevó a la capital con frecuencia, estableciéndose definitivamente en Santiago en 1952. Aquí participó en recitales, acompañando a distinguidos intérpretes nacionales y extranjeros e integrando grupos de música de cámara; también dictaba clases en la Escuela Moderna de Música. 

### Conservatorio Nacional
En 1954 fue llamado por la Facultad de Ciencias y Artes Musicales de la Universidad de Chile para enseñar composición e instrumentos, jubilándose en esa institución en 1989. Entre 1960 y 1962 también dictó clases en la Universidad Católica de Santiago. Además de intérprete y profesor, Heinlein ejerció ampliamente como crítico; así, en 1952 hacía la crítica musical de la revista Pro Arte de Santiago y a partir de 1954 fue crítico de música y danza del diario El Mercurio, también de esa capital. Desde 1957 era miembro del Círculo de Críticos de Arte, del que fue presidente.
En 1950 se dio a conocer como compositor con ocasión del estreno de sus Dos canciones sobre motivos populares; desde entonces numerosas obras suyas se estrenaron en el país, siendo varias de ellas editadas, grabadas y galardonadas en diferentes concursos y festivales. Asimismo recibió encargo de obras por parte de distintas instituciones e intérpretes chilenos y extranjeros. Fue miembro de la Asociación Nacional de Compositores desde 1952, y como tal, y como catedrático de la Universidad de Chile representó al país en numerosos eventos internacionales (Tribuna Internacional de Compositores de la Unesco, Congreso Internacional sobre Teatro Contemporáneo, Asamblea General de la Sociedad Internacional de Música Contemporánea, SIMC). Igualmente, fue invitado por universidades norteamericanas a dictar conferencias de su especialidad. Se le otorgó la nacionalidad en 1960. Entre otras distinciones recibió el Premio Nacional de Arte de 1986.

## Obras
En su catálogo Heinlein consigna 58 creaciones, varias de las cuales poseen dos versiones. A este conjunto de composiciones habría que agregar otro grupo importante que el autor dejó fuera de catálogo, como es un gran número de canciones, un Te Deum para solistas, coro y orquesta, una Missa y varias obras más. En su preferencia por la música vocal se trasluce su amor hacia la poesía; prueba de ello es la utilización de textos de numerosos autores, principalmente de habla castellana y alemana. El compositor se siente particularmente atraído por la música destinada a espacios íntimos, y en sus obras, siempre rigurosamente construidas, muestra un eclecticismo que va del tonalismo al serialismo dodecafónico, resultado de sus necesidades expresivas.